# Ocú
Ocú es un corregimiento y ciudad cabecera del distrito de Ocú en la provincia de Herrera, República de Panamá. La localidad tiene 7.006 habitantes (2010).